# Jan Hromádka
Jan Hromádka, na Slovensku též Ján Hromádka (18. prosince 1886 Volenice v okrese Strakonice – 25. ledna 1968 České Budějovice) byl český geograf, profesor fyzického zeměpisu. Zabýval se geologií a geografií Slovenska a je považován za zakladatele slovenské geografie.[zdroj?]

## Život
Jeho otcem byl Tomáš Hromádka, matkou Rozálie, rozená Pelešková. Jeho manželkou byla Miloslava, rozená Rejmanová.
Studoval do roku 1906 na učitelském ústavu v Příbrami, potom na Karlově univerzitě v Praze a na Univerzitě Komenského v Bratislavě, kde v roce 1928 získal titul PhDr. v oboru geografie a etnologie. Od roku 1930 byl docentem a roku 1939 se stal univerzitním profesorem. Jeho vědecké prvotiny se zabývaly geomorfologickým vývojem Slovenska. Rozpracoval a načrtl všeobecný vývoj forem reliéfu a také navrhl jejich třídění podle vzniku.
Je spoluautorem všeobecného zeměpisu Slovenska, zeměpisných příruček o ČSSR, učebnice Ilustrovaný zeměpis všech dílů světa, Československého vojenského atlasu, přispěvatelem Sborníku československé společnosti zeměpisné a časopisu Lidé a země. Budováním kateder geografické společnosti položil základy rozvoje slova geografie a vychoval první slovenské geografy, kteří rozvinuli jeho dílo.[zdroj?]
V letech 1945–1946 byl děkanem Přírodovědecké fakulty Univerzity Komenského, dále byl členem Slovenské učené společnosti, České národní badatelské rady, prvním předsedou Slovenské zeměpisné společnosti a čestným členem České zeměpisné společnosti. Roku 1946 se stal držitelem Slovenské národní ceny a byl vyznamenán jugoslávským Řádem sv. Sávy a roku 1965 získal zlatou medaili VŠE.
V rodných Volenicích ho připomíná pamětní deska vedle vchodu do obecního úřadu.